# Alexander Monski

Alexander Monski (um 1905)

Alexander Eduard Theodor Monski (* 17. Januar 1840 in Rostock; † 3. März 1912) war ein deutscher Ingenieur, Unternehmer und Erfinder. Er war der Erste, der den Ridermotor, eine Weiterentwicklung des Stirlingmotors, auf dem europäischen Festland herstellte. Durch seine Weiterentwicklung und Patentierung ging dieser Typ als Rider-Monski-Motor in die Literatur ein. Sein Unternehmen war ein Vorgänger der heutigen EBAWE Anlagentechnik.

## Leben
Monski wurde 1840 als drittes Kind des Malers und Heilgymnasten Heinrich Alexander Monski und dessen Frau Adelheid Monski (geborene Crusius, adoptierte Demiani) in Rostock geboren. Er wurde in der dortigen Nikolaikirche getauft. Der Vater war zu dieser Zeit als Heilgymnast auf Wanderschaft im Großherzogtum Mecklenburg-Schwerin und Rostock nur eine Zwischenstation der Familie. Die Familie Monski zog in den folgenden Jahren weiter nach Güstrow, Schwerin, Grevesmühlen und Ludwigslust, bis sie 1848 oder 1849 in Warmbrunn bei Hirschberg im schlesischen Riesengebirge sesshaft wurde. In Hirschberg besuchte Monski ab 1849 das Gymnasium. Nach dem Abitur 1858 nahm er ein Studium der Mechanik am Gewerbeinstitut Berlin auf, das er 1861 abschloss. Im Folgenden war er in einer Maschinenfabrik in Thorn angestellt, wechselte 1868 an die Herzoglich Anhaltische Maschinenbau-Anstalt und Eisengießerei in Bernburg und ging schließlich zur Maschinenfabrik und Eisengießerei Jung & Must in Halle (Saale).
Auch dieses Unternehmen verließ Monski nach kurzer Zeit, um sich mit dem Maschinenbau-Unternehmer Rudolf Ernst Weise zusammenzuschließen. Das 1872 gegründete Unternehmen Weise & Monski fertigte zunächst Ausrüstung für die Zuckerindustrie und später Pumpen. Bereits 1876 stieg Monski als Gesellschafter wieder aus, um sich in vollem Umfang einer eigenen Eisengießerei zu widmen. Dennoch wurde die Firma Weise & Monski bis zur Enteignung 1949 geführt. Am 20. Juli 1877 gründete Monski in Eilenburg die Eisengießerei und Maschinenfabrik Alexander Monski zur Herstellung von Heißluftmotoren, Pumpen und Gebläsen.
1876 stellte der US-amerikanische Ingenieur Alexander Kirk Rider auf der Centennial International Exhibition in Philadelphia erstmals seinen auf Basis des Stirlingmotors entwickelten Heißluftmotor vor. Seit spätestens 1885 erfolgte bei Monski die Lizenzfertigung dieses Ridermotors. Monski war mit der Lizenzfertigung nicht zufrieden, sondern arbeitete an einer Weiterentwicklung. Diese meldete er unter anderem in Österreich (1900; Patentnummer AT585B), Großbritannien (1903; Patentnummer GB190327168A) und den Vereinigten Staaten (1903; Patentnummer 765,029) zum Patent an. Zur Beschreibung des Rider-Monski-Motors heißt es 1896 bei Heinrich Samter:

„Die Heißluftmaschine von Rider-Monski besteht aus zwei senkrechten Cylindern L und K, in welchen die Kolben A und B sich auf- und abwärts bewegen können; der zur Erwärmung der die Maschine betreibenden Luft dienende Heiztopf H befindet sich oberhalb einer Feuerung. Wird nun diese Luft erhitzt, so dehnt sie sich aus und treibt den Kolben B nach aufwärts; sie tritt jedoch nun nicht, wie dies bei dem Bénier-Motor der Fall ist, ins Freie aus, sondern geht in den zwischen den Cylindern L und K liegenden sog. Regenerator R und von hier aus unter den Kolben A. Auf diesem Wege kühlt sich die erhitzte Luft durch Berührung mit kalten Flächen sehr erheblich ab. Die in dem Schwungrade aufgespeicherte lebendige Kraft drückt im Verein mit der äußeren Luft den Kolben A (derselbe wird wegen dieser seiner Wirkungsweise auch „Verdränger“ genannt) nach abwärts, infolge dessen die Luft durch den Regenerator R in den Heiztopf H zurückgedrängt wird. Hier erhitzt sie sich dann wiederum, und das Spiel der Maschine beginnt von Neuem.“

Die Produktion lief bis in die 1930er Jahre. Dieser Typ des Heißluftmotors wird in der Literatur bis heute als Rider-Monski-Motor bezeichnet.

Werbeanzeige des Unternehmens mit Abbildung des Ridermotors (1892)
Abbildung des Rider-Monski-Motors (1896)
Patentschrift des „Motion-Transmitter“ beim US-Patentamt (1904)

1908 übergab Monski das Unternehmen an seine beiden Söhne Heinrich und Alexander Monski junior. Durch größere Bombenschäden im Zweiten Weltkrieg entwickelte sich der Betrieb ab 1945 nur noch schleppend. Über das Ende des Unternehmens in Eilenburg gibt es zwei sich widersprechende Quellen. Laut R. Franke (1983) meldete das Unternehmen 1950 Konkurs an und wurde aus diesem Grund unter Treuhandverwaltung gestellt. Beuche (2008) dagegen spricht von einer Enteignung zum 4. September 1950. Alexander Monski jun. verließ anschließend Eilenburg und siedelte nach Westdeutschland über. Der Betrieb wurde 1953 in den VEB Eilenburger Baustoffmaschinenwerk eingegliedert.

## Weitere Tätigkeiten
Monski trat 1870 dem Verein Deutscher Ingenieure (VDI) bei (Mitgliedsnummer 1370). Er war dort zunächst Mitglied des Sächsisch-anhaltinischen Bezirksvereins, bevor er 1872 in den Thüringischen Bezirksverein wechselte. Beide hatten ihren Sitz in Halle (Saale). In letzterem war er Mitglied des Vorstands und zeitweise Schriftführer. Er blieb VDI-Mitglied bis 1906. Darüber hinaus galt Monskis Interesse der Erdkunde und der Astronomie. So gehörte er 1873 zu den Gründungsmitgliedern des Vereins für Erdkunde zu Halle a. S., dessen erster Vorsitzender Otto Ule war. Monski war hier von 1874 bis 1876 Mitglied der Vereinsleitung, stellvertretender Rechnungsführer und zuständig für die Vereinsbibliothek. Als Vortragsredner widmete er sich astronomischen Themen, zu denen er auch in der populär-wissenschaftlichen Zeitschrift Die Natur Beiträge verfasste.
Neben seiner unternehmerischen Tätigkeit engagierte sich Monski als Freimaurer und war Mitglied der Eilenburger Loge Zur Eule auf der Warte. 1891/1892 war er dort Zweiter Aufseher und 1898/1899 Zugeordneter Aufseher.

## Ehrungen
Auf der Gewerbe- und Industrie-Ausstellung 1881 in Halle erhielt das Unternehmen Weise & Monski eine Silbermedaille für die ausgestellten Maschinen. Monski war zu diesem Zeitpunkt bereits fünf Jahre nicht mehr Gesellschafter.
Im Zuge der Neuerschließung des ehemaligen Betriebsgeländes des Eilenburger Chemiewerks beschloss der Stadtrat von Eilenburg 2002, eine der angelegten Straßen nach Alexander Monski zu benennen. Alle dortigen Straßennamen nehmen Bezug auf die Industriegeschichte der Stadt.